# Wenvoe

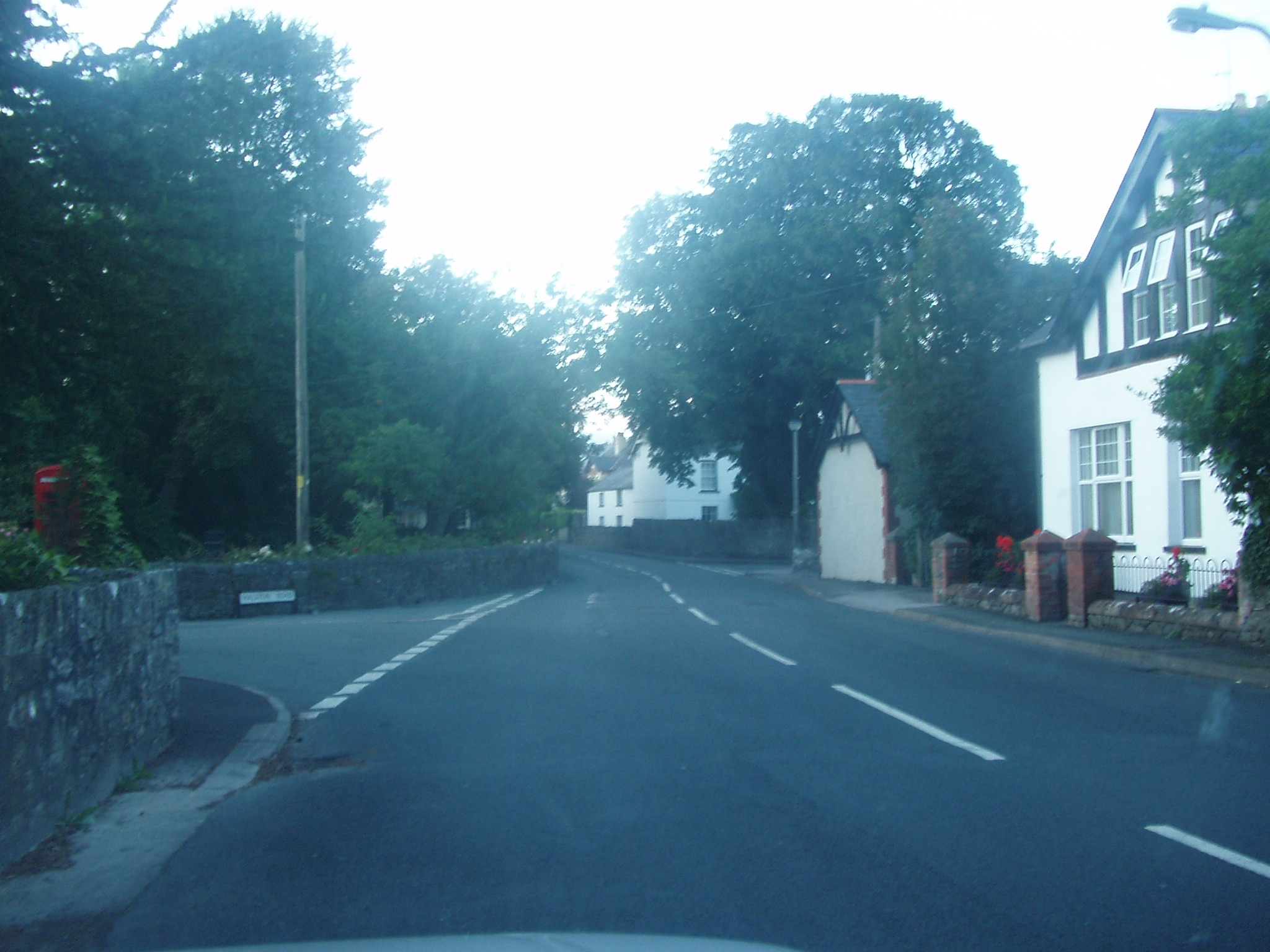
Villaggio di Wenvoe

Wenvoe è un villaggio situato nel Vale of Glamorgan, nel Galles, nel Regno Unito, con una popolazione stimata di 1 125 abitanti. Si trova nel Galles meridionale, appena al largo della costa del Canale di Bristol e ad ovest di Cardiff, vicino Barry.

## Storia
Nel tardo medioevo, Wenvoe è registrato come appartenente a tre famiglie: De Sully, le Fleming e Malefaunt. Tuttavia, secondo Clifford Spurgeon, fu solo alla fine del 1530 che venne menzionata l'esistenza di un castello, quando apparve nell'Itinerario di John Leland. Dopo essere appartenuto alla corona, appartenne successivamente a famiglie Thomas, Birt e Jenner. La famiglia Thomas ereditò Castello di Wenvoe nel 1560 quando Jevan ap Harpway di Tresimont, nell'Hertfordshire, sposò Catherine, l'unica figlia ed erede di Thomas ap Thomas. Nel 1774, la famiglia Thomas si indebitò e vendette la proprietà a Peter Birt, un magnate del carbone dello Yorkshire. Birt ordinò la costruzione di un nuovo castello nel 1776-1777, su progetto di architetto Robert Adam, il suo unico edificio in Galles.